# Ihsahn (album)
Ihsahn je osmi studijski album norveškog glazbenika Ihsahna. Diskografska kuća Candlelight Records objavila ga je 16. veljače 2024.

## O albumu
Album je prvi put najavljen u kolovozu 2022., kad je Ihsahn je u objavi na Instagramu potvrdio da je snimio sve bubnjarske dionice za novi uradak. U rujnu te godine privremeno je obustavio rad na albumu kako bi mogao snimiti EP Fascination Street Sessions, koji je objavljen u ožujku 2023. U ožujku 2023. Ihsahn je izjavio da je nakon gotovo tri godine rada završio sa snimanjem albuma.
Dana 16. studenoga 2023. službeno je potvrđeno da je naslov novog albuma Ihsahn i da će biti objavljen 16. veljače 2024. u dvjema inačicama – regularnoj i orkestarskoj. Istoga je dana objavljen i prvi singl „Pilgrimage to Oblivion”. „Twice Born”, drugi singl, izdan je 14. prosinca 2023., a treći i posljednji singl „The Distance Between Us” objavljen je 18. siječnja 2024.
U intervjuu za Metal Hammer Ihsahn je izjavio da je napisao pjesme za uradak na partituru za glasovir i da je potom prilagodio glazbene dionice za gitaru, bas-gitaru i sam orkestar. Dodao je da se takvom tehnikom skladanja služio i dok je radio na albumu Eremita iz 2012. Također je izjavio da su pjesme povezane i da uradak govori o „klasičnom junaku” koji upada u „krizu identiteta” i „pokušava otkriti koliko se može prilagođavati društvenim i kulturnim normama te koliko se može odvajati od njih”.”

## Popis pjesama
Tekstovi i glazba: Ihsahn. 
| 1.    | »Cervus Venator« (instrumentalna pjesma)  | 1:19 |
| 2.    | »The Promethean Spark«                    | 4:52 |
| 3.    | »Pilgrimage to Oblivion«                  | 4:20 |
| 4.    | »Twice Born«                              | 3:37 |
| 5.    | »A Taste of the Ambrosia«                 | 4:23 |
| 6.    | »Anima Extraneae« (instrumentalna pjesma) | 1:40 |
| 7.    | »Blood Trails to Love«                    | 5:05 |
| 8.    | »Hubris and Blue Devils«                  | 7:54 |
| 9.    | »The Distance Between Us«                 | 4:30 |
| 10.   | »At the Heart of All Things Broken«       | 9:13 |
| 11.   | »Sonata Profana« (instrumentalna pjesma)  | 1:44 |
| 48:40 |                                           |      |

## Recenzije
| Recenzije        | Recenzije |
| Izvor            | Ocjena    |
| ---------------- | --------- |
| Blabbermouth.net | 8,5/10    |
| Distorted Sound  | 9/10      |
| Kerrang!         | 4/5       |
| Metal Hammer     | [ 15 ]    |
| Metal Injection  | 8/10      |
| Sputnikmusic     | 5/5       |

Dobio je pozitivne kritike. Sputnikmusicov recenzent dao mu je najvišu ocjenu napisavši da je riječ o Ihsahnovu „remek-djelu” i albumu na kojem je glazbenik „stvorio svoj svemir” koji je „uistinu veličanstven”. Dom Lawson dao mu je četiri i pol zvjezdice od njih pet u recenziji za Metal Hammer izjavivši da se na uratku „metal-sastav i orkestar savršeno isprepliću” i proglasivši ga „najambicioznijim i najekstravagantnijim albumom u [Ihsahnovoj] karijeri”. U osvrtu za Distorted Sound recenzent Dan McHugh komentirao je da album „potpuno napada osjetila” i zaključio da je „bez ikakve sumnje smion, pustolovna duha i ekstravagantno eksperimentalan, zbog čega zaslužuje najveći pljesak”. Dao mu je devet bodova od njih deset.
Jay H. Gorania dao mu je osam i pol boda od njih deset u recenziji za Blabbermouth.net i napisao je da Ihsahn „ovaj put nije zakoračio u novi svijet, nego je usavršio ono čime se najbolje bavi i sve je povezao u cjelinu koja zvuči svježe i izazovno”. Zaključio je da je glazbenik tim albumom „vjerojatno dosegao vrhunac svoje samostalne karijere”. Pišući za časopis Kerrang!, Nick Ruskell komentirao je da se na uratku iskazuju „kreativnost, labave granice i nevjerojatna nadarenost” i dao mu je četiri boda od njih pet. Na stranicama Metal Injectiona dobio je osam bodova od njih deset, a recenzent je pohvalio produkciju i miks; komentirao je da su „brojni slojevi i teksture [sadržani u pjesmama] iznimno lijepi, a istodobno su i opako žestoki” te je izjavio da Ihsahn „kao malo tko izvrsno spaja obilježja različitih žanrova”.

## Zasluge
| Glazbenici - Ihsahn – vokal, gitara, bas-gitara, klavijatura; snimanje, produkcija - Chris Baum – violina - Tobias Ørnes – bubnjevi (na 2., 5., 7. i 10. pjesmi); dodatne udaraljke - Tobias Solbakk – bubnjevi (na 3., 4., 8. i 9. pjesmi); dodatne udaraljke - Angell Solberg Tveitan – dodatne udaraljke | Ostalo osoblje - Jens Bogren – miksanje - Johan Martin – pomoć pri miksanju - Ricardo Borges – pomoć pri miksanju - Tony Lindgren – mastering - Ritxi Ostáriz – dizajn |

## Ljestvice
| Ljestvica                                       | Najviša pozicija |
| ----------------------------------------------- | ---------------- |
| Austrija                                        | 60.              |
| Belgija (Flandrija)                             | 34.              |
| Škotska                                         | 30.              |
| Švicarska                                       | 66.              |
| Ujedinjeno Kraljevstvo (UK Album Downloads)     | 81.              |
| Ujedinjeno Kraljevstvo (UK Album Sales)         | 41.              |
| Ujedinjeno Kraljevstvo (UK Physical Albums)     | 45.              |
| Ujedinjeno Kraljevstvo (UK Record Store)        | 25.              |
| Ujedinjeno Kraljevstvo (UK Rock & Metal Albums) | 5.               |